# Edelaraudtee
Edelaraudtee (Südwest-Bahn) ist ein estnischer Eisenbahninfrastrukturbetreiber, der die Bahnstrecken von Tallinn nach Viljandi und von Lelle nach Pärnu betreibt. Bis zum 31. Dezember 2013 betrieb das Unternehmen auch alle dieselbetriebenen inländischen Personenzüge in Estland.

## Geschichte

Streckennetz in Estland (2009)

Die 1997 gegründete Bahngesellschaft besitzt die Strecken von Tallinn nach Pärnu (seit 2018 ohne Personenverkehr, bis 2008 führte die Strecke weiter bis Mõisaküla) und Viljandi, auf denen und Eil- und Güterzüge verkehren. Neben dem Zugverkehr auf diesen Verbindungen betrieb das Unternehmen auch die Personenzüge auf den Strecken von Tallinn nach Narva, Koidula und Valga (sowie die Eilzüge auf der Strecke nach Tartu) sowie von Valga nach Veski, bei denen Eesti Raudtee Infrastrukturbetreiber ist. Mit Ausmusterung der DR1-Triebzüge und Inbetriebnahme der neuen Stadler Flirt Niederflurtriebzüge (sowohl in Diesel- als auch Elektroversion) ging der gesamte inländische Personenverkehr auf die Elektriraudtee über, die bis dahin nur den elektrischen Nahverkehr im Großraum Tallinn durchgeführt hatte.
Edelaraudtee wurde im Jahr 2000 von der britischen Eisenbahngesellschaft GB Railways erworben. Nach deren Übernahme gehörte das Unternehmen zur FirstGroup. Heute ist das Unternehmen im Besitz der GoGroup. Aktuell betreibt Edelaraudtee keinen Personenverkehr mehr, sondern ist primär für den Erhalt und Ausbau der verbliebenen eigenen Strecke und Bahnhöfe zwischen Tallinn und Viljandi verantwortlich.

## Personenverkehr (bis 2013)

### Liniennetz
Bis zum 31. Dezember 2013 war Edelaraudtee mit dem Personenverkehr auf folgenden Linien beauftragt:
- Tallinn – Narva
- Tallinn – Pärnu
- Tallinn – Rapla – Türi – Viljandi
- Tallinn – Tartu
- Tartu – Koidula
- Tartu – Valga

Bei der Unternehmensgründung gehörten zum Netz der Edelaraudtee ebenfalls:
- Valga – Veski
- (Tallinn – Pärnu) – Mõisaküla

### Rollendes Material
Für den Betrieb auf diesen Linien standen Edelaraudtee etwa 20 Verbrennungstriebwagen vom Typ DR1 der Rigaer Waggonfabrik zur Verfügung. Die Fahrzeuge wurden in der Sowjetunion gebaut und nach der Wiederherstellung der estnischen Unabhängigkeit umfangreich modernisiert. Sie wurden in 3-Wagen-Garnituren mit einem Motorwagen, einem Mittelwagen und einem Steuerwagen der Bauart DR1BJ, oder als 4-6-Wagen-Garnituren mit zwei Motorwagen und 2–4 Mittelwagen eingesetzt. Anfangs gehörten zum Inventar des Unternehmens auch Dieseltriebwagen der Bauart D1. Für Arbeiten an der Infrastruktur und den Rangierbetrieb wurden Diesellokomotiven der Bauart ЧМЭ3 bereitgehalten.

Alle Verbrennungstriebwagen sind mittlerweile verschrottet oder ins Ausland verkauft worden. Nur ein Steuerwagen der Bauart DR1BJ ist als Inventar des Eisenbahnmuseums Haapsalu in Estland verblieben. Nahe des ehemaligen Tallinner Waggondepots am Telliskivi ist ein Mittelwagen abgestellt und wird von einer Diskothek als Tanzfläche verwendet.

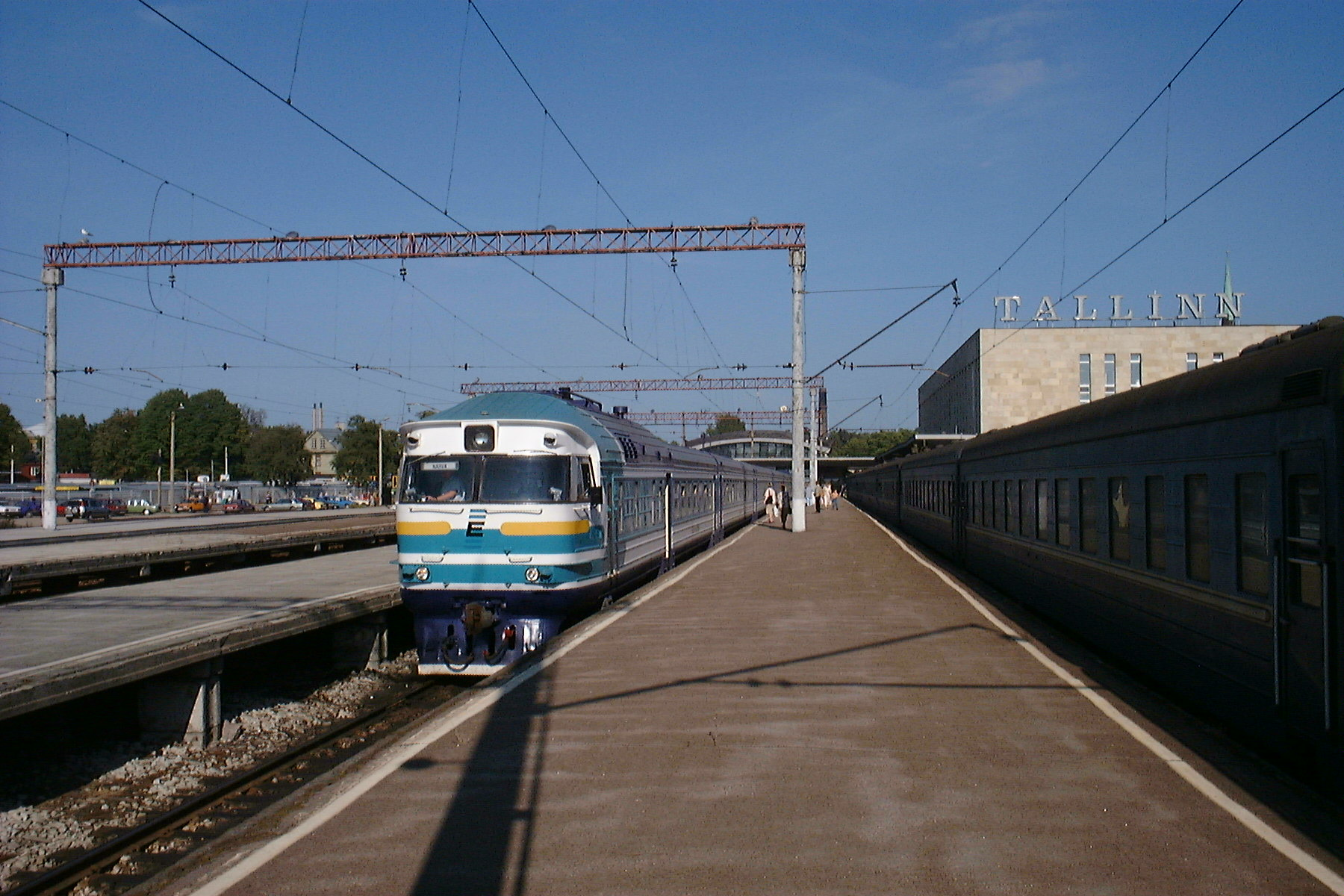
Ein DR1-Zug in Tallinn (1999)
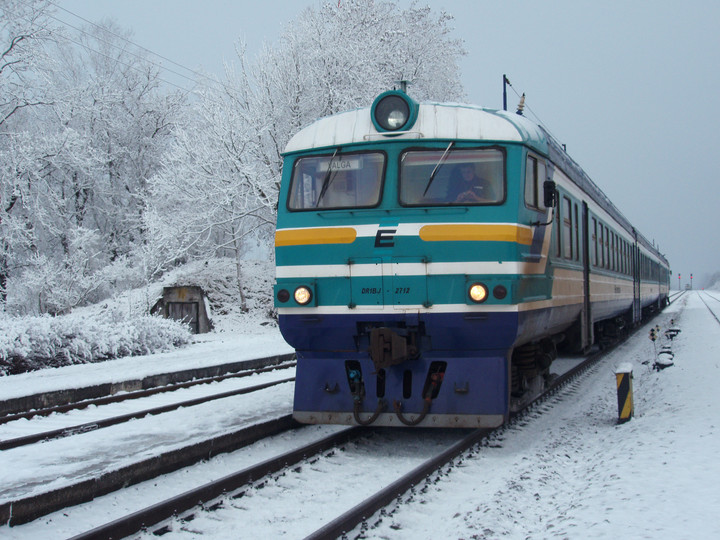
Ein DR1BJ-Steuerwagen in Rakke (2010)
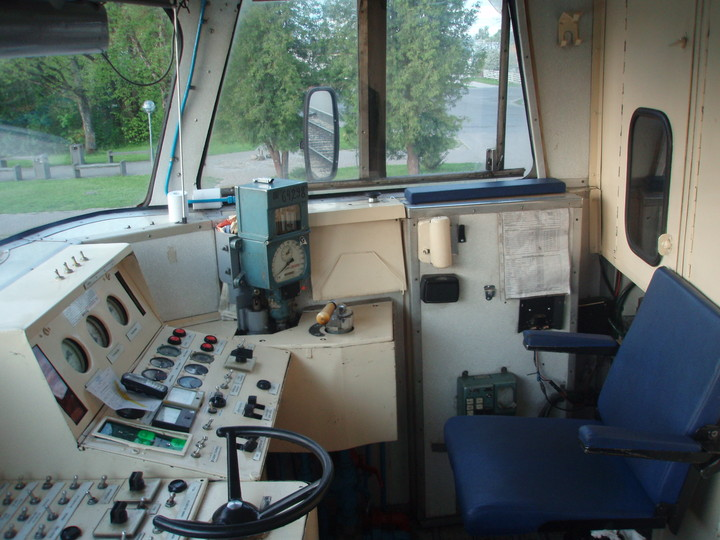
Der Führerstand in einem Motorwagen DR1A
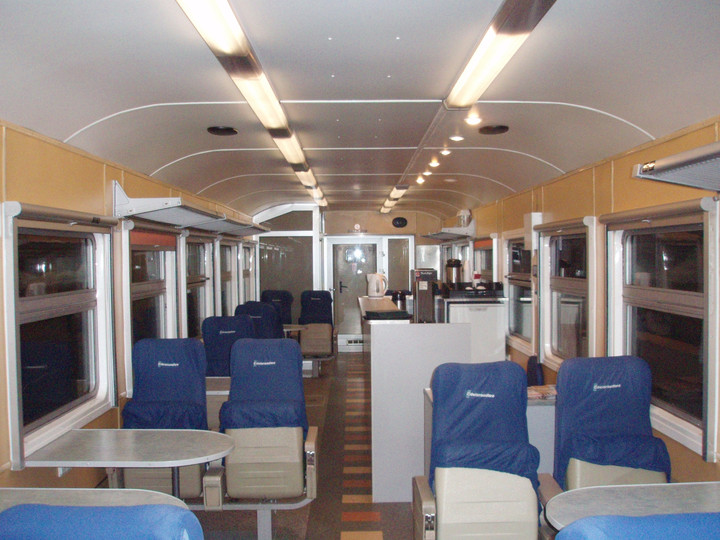
1. Klasse in einem DR1-Zug
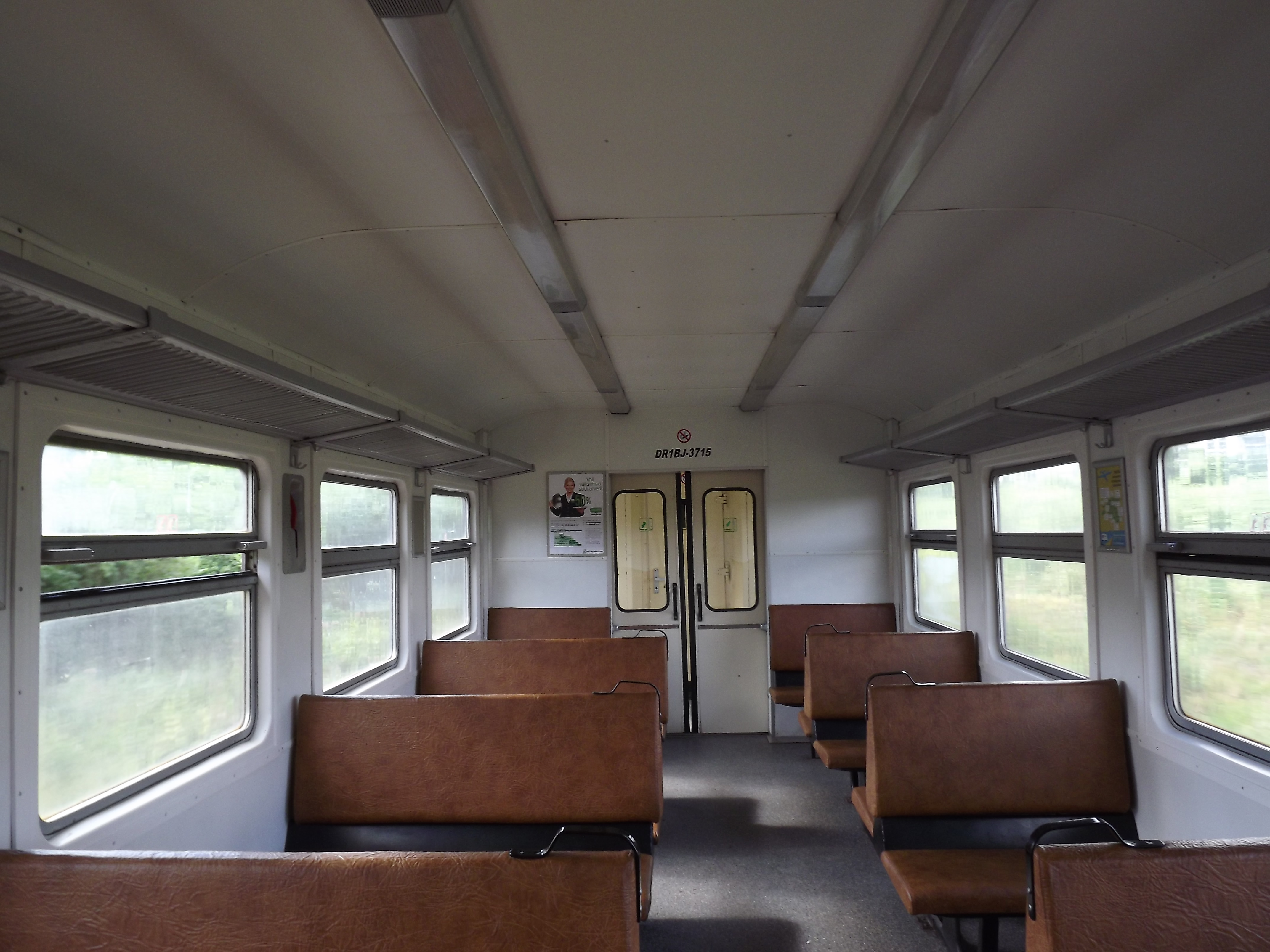
Die Standardklasse in einem DR1-Zug
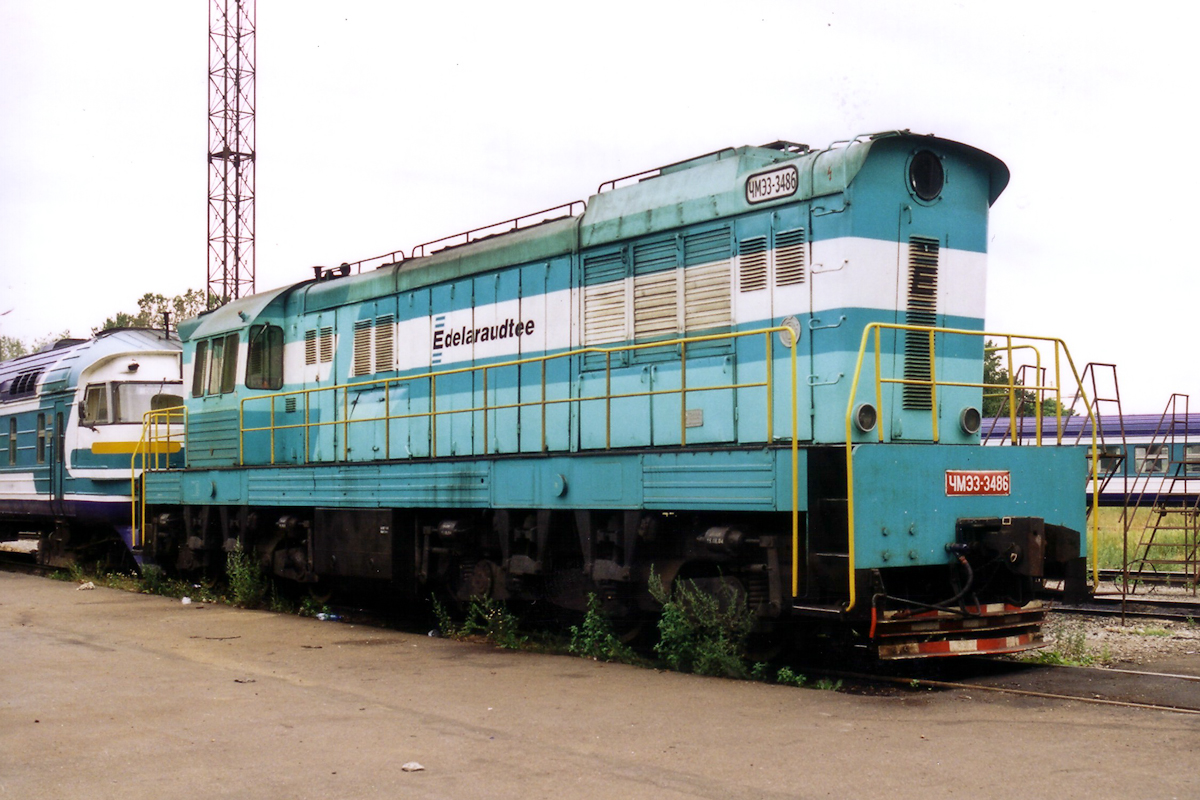
Eine Rangierlokomotive vom Typ ЧМЭ3

### Depots
Für die Fahrzeuginstandhaltung wurde zuletzt nur noch das Depot in Tallinn-Väike genutzt. Dieses gehört heute immer noch zum Go-Konzern und wird von der Schwestergesellschaft GoCraft für die Instandhaltung von Schienen- und Straßenfahrzeugen genutzt. Bis zur Schließung in den 2000er Jahren wurde das rollende Material auch noch in den Depots in Mõisaküla, Tartu und Tallinn-Telliskivi gewartet. Die Depots von Edelaraudtee wurden über die Tochtergesellschaft AS Ühinenud Depood betrieben.

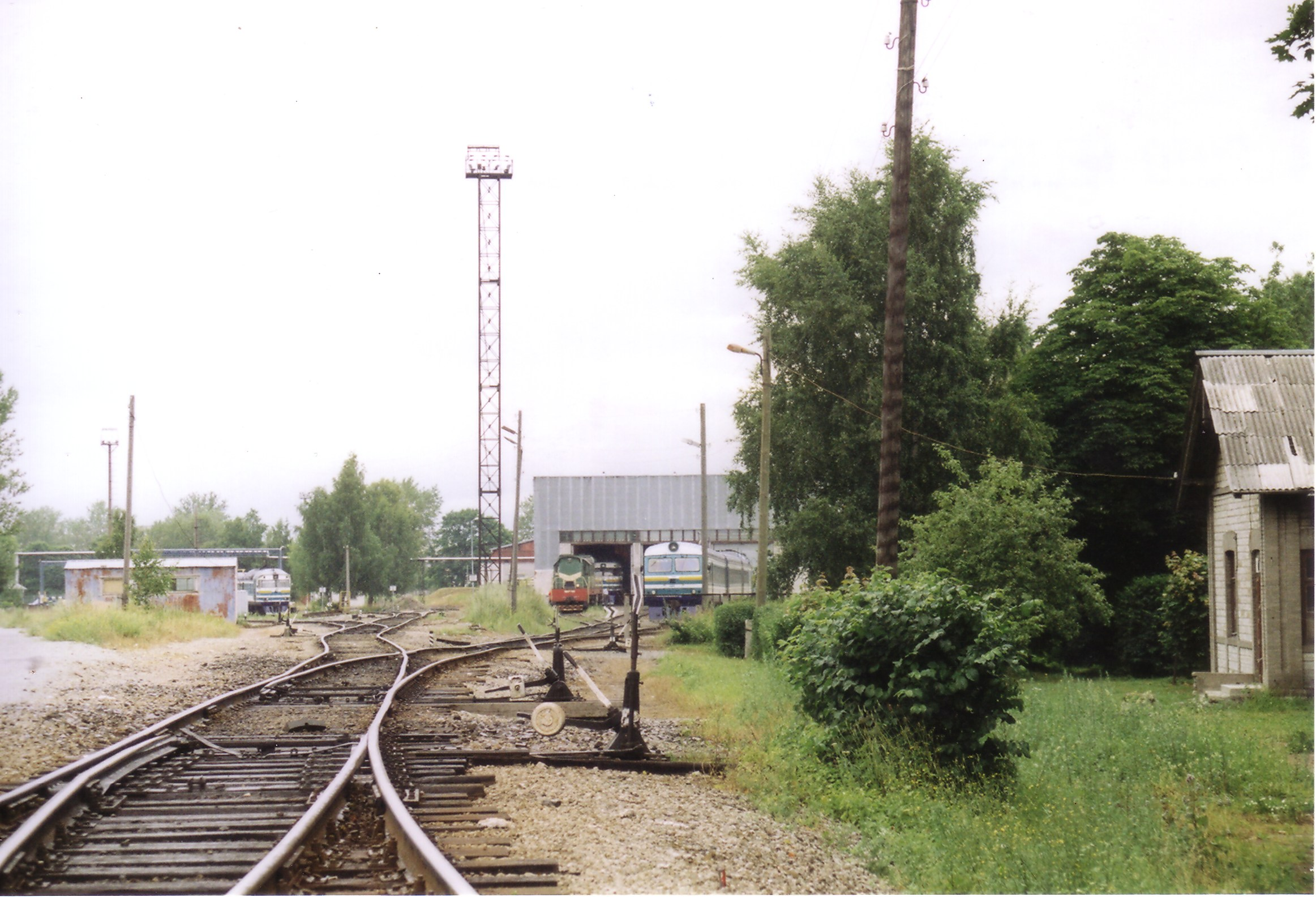
Das Depot Tallinn-Väike (2005)
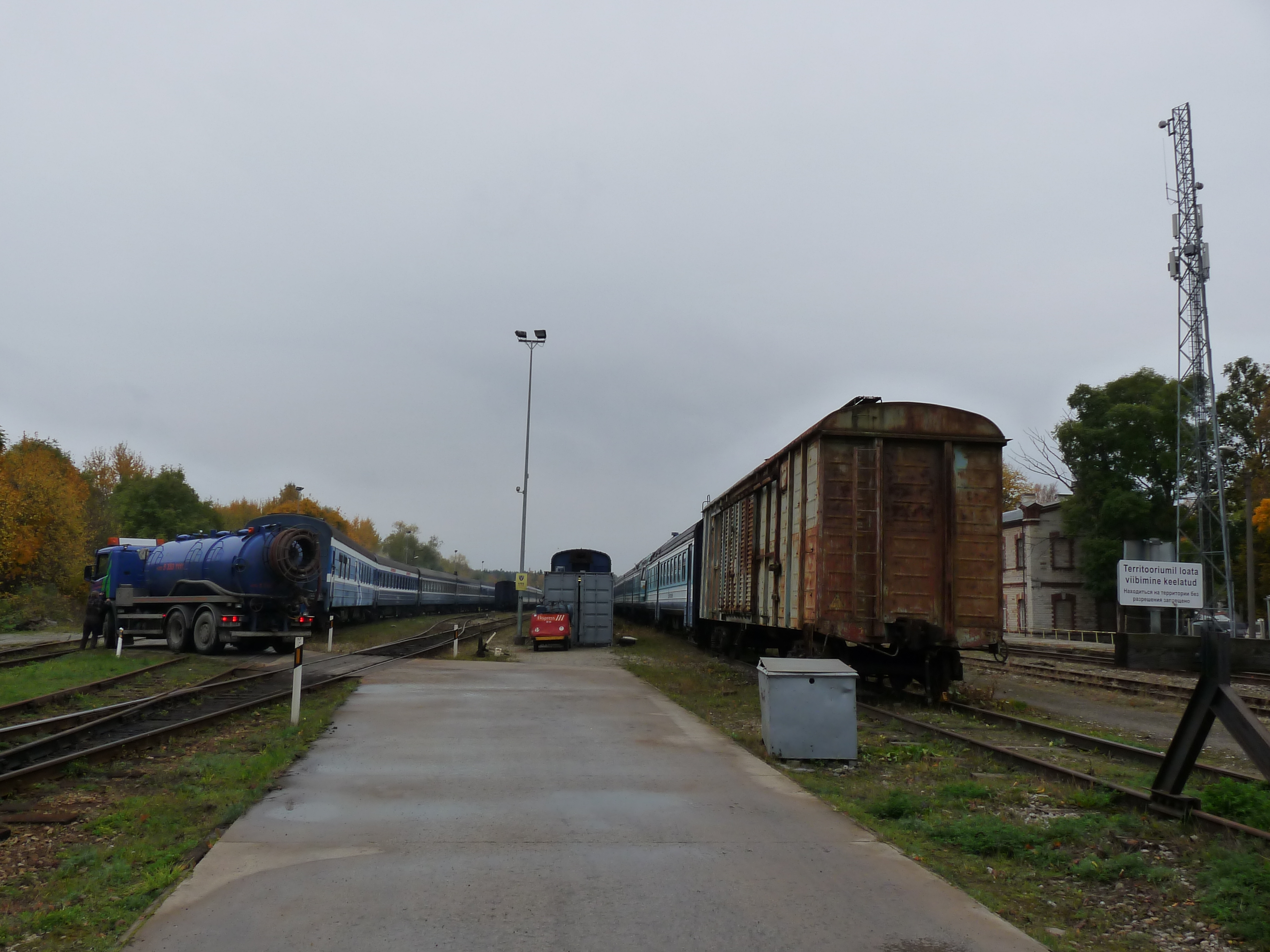
Das Depot Tallinn-Väike (2013)
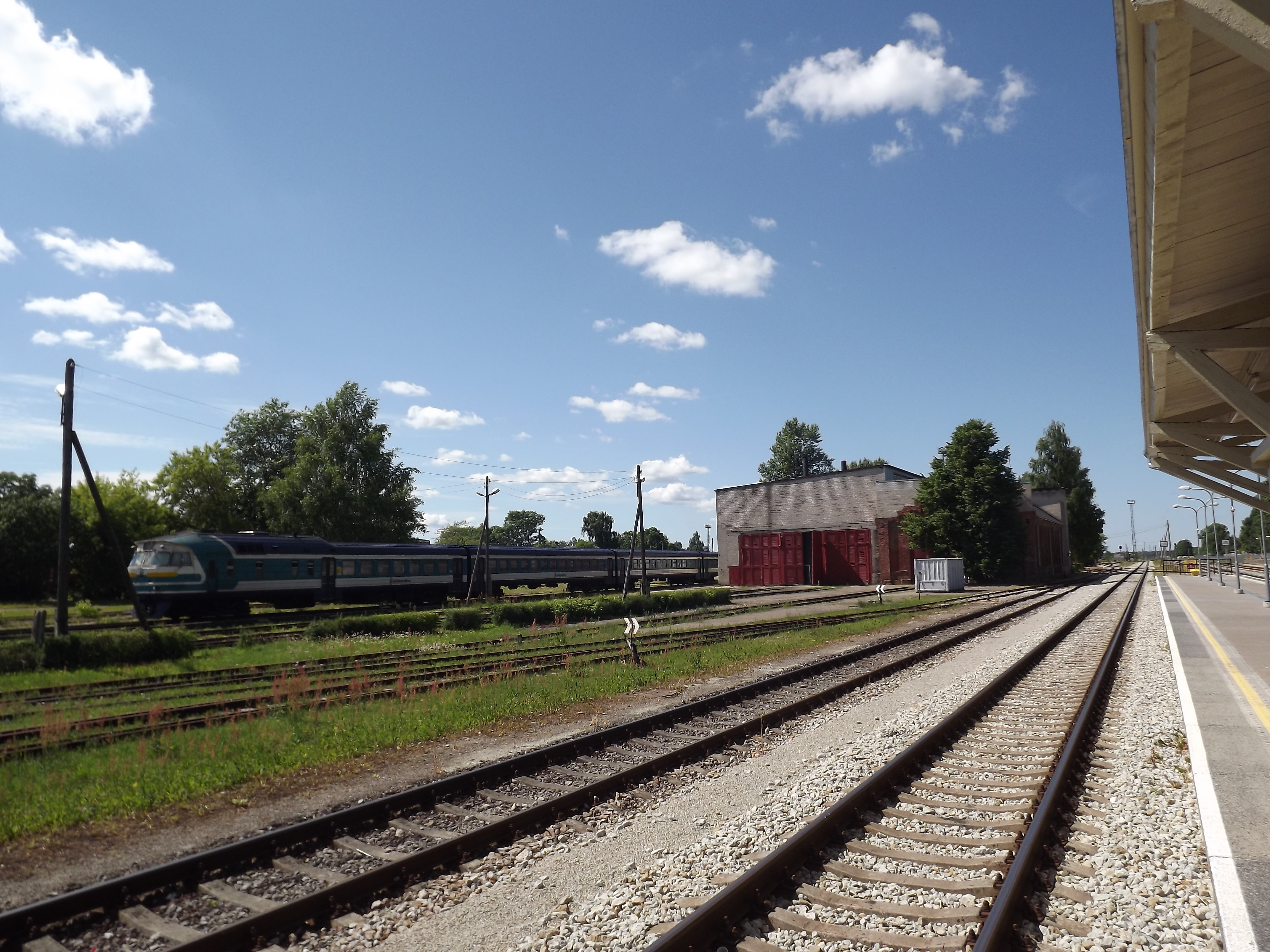
Das ehemalige Depot in Tartu
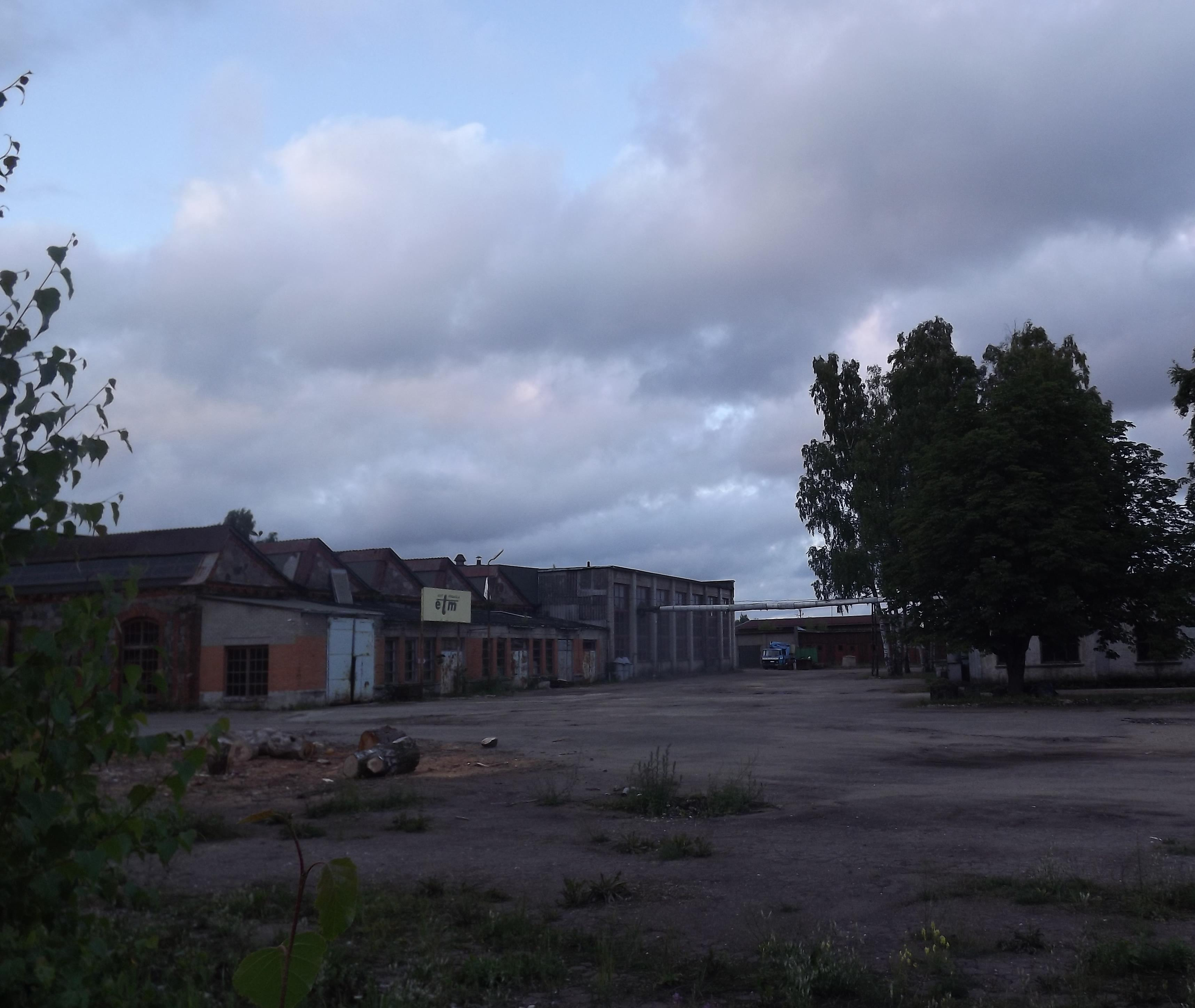
Das ehemalige Depot in Mõisaküla

## Infrastruktur
Als Infrastrukturbetreiber unterhält Edelaraudtee 218 km breitspurige, nicht elektrifizierte Eisenbahnstrecken und 9 Bahnhöfe und 17 Haltepunkte.
Die Strecken des Eisenbahnnetzes sind:
- Bahnstrecke Tallinn–Pärnu
- Bahnstrecke Lelle–Viljandi
- Bahnstrecke Ülemiste–Liiva

Im Stadtgebiet Tallinn gibt es an zwei Punkten Verbindungen zum Netz der Eesti Raudtee.